# ミリー・ブレイディ
ミリー・ブレイディ（Millie Brady 1993年12月24日 - ）は、イギリスの女優。

## 略歴
イングランドのバークシャーのブラックネルで生まれる。ボーディングスクールを卒業後にモデル活動を始める。
2014年のテレビドラマ『セルフリッジ 英国百貨店』でデビューし、翌年に『レジェンド 狂気の美学』で映画初出演を果たす。それから2016年の映画『高慢と偏見とゾンビ』でベネット家の三女メアリー・ベネット役を演じた。
2017年にテレビドラマ『ラスト・キングダム』のシーズン２に主要キャスト入りして、その後もシーズン３と４に出演した。

## 出演作

### 映画
- レジェンド 狂気の美学 Legend (2015)
- 高慢と偏見とゾンビ Pride and Prejudice and Zombies (2016)
- キング・アーサー King Arthur: Legend of the Sword (2018)
- ティーンスピリット Teen Spirit (2021)

### テレビ
- セルフリッジ 英国百貨店 Mr Selfridge (2014)
- ラスト・キングダム The Last Kingdom (2017-)
- クイーンズ・ギャンビット The Queen's Gambit (2020)